# Dendrologische Flora
Dendrologische Flora (abreviado Dendrol. Fl.) es un libro con ilustraciones y descripciones botánicas que fue escrito por el botánico, farmacéutico y profesor universitario alemán Friedrich Gottlob Hayne. Fue publicado en Berlín en el año 1822 con el nombre de Dendrologische Flora oder Beschreibung der in Deutschland im Freien ausdauernden Holzgewächse, ein Handbuch für Kameralisten, Forstmänner, Gartenbesitzer, Landwirthe … (" Flora Dendrológica o descripción de árboles maderables de Alemania, y un manual de listas, forestaciones, dueños de jardines) .